# Интернет во Вьетнаме
Интернет во Вьетнаме — сегмент сети Интернет, расположенный в Социалистической Республике Вьетнам.

## История
Первым человеком, подключившим Вьетнам к интернету, считается профессор Австралийского национального университета Роб Хёрл. Он делился своими идеями об интернете во Вьетнаме со студентами, обучавшимися в Австралии, а в 1991 году он отправился с модемом во Вьетнам, где и подключился к интернету.
За период с 2000 по 2019 год количество пользователей интернета увеличилось с 200 тысяч до 68 миллионов человек.

## Доступность
По данным сервиса cable.co.uk, Вьетнам занимает 89 место по средней скорости доступа к интернету (7,2 Мбит/с в 2019 году) и 124 по его дешевизне (около 70 долларов США за широкополосный интернет в 2018 году).
Из 97 миллионов жителей Вьетнама доступ к интернету имеют 68 миллионов, что составляет около 70 % населения.

## Техническая реализация
Связь с остальным миром обеспечивают идущий в Китай по земле 120-гигабитный наземный канал и семь подводных кабелей, один из которых с января 2017 года подключает Вьетнам к 54-терабитному Азиатско-Тихоокеанскому шлюзу.
В ноябре 2016 года крупнейшие операторы сотовой связи — MobiFone, Viettel и Vinaphone — получили от Министерства информатизации и связи лицензии на использование стандарта 4G, который по планам правительства должен был охватить 95 % населения к 2020 году.

## Контент
Государственная власть Вьетнама жёстко контролирует использование интернета. Законодательно запрещено использовать социальные сети для политических и иных целей, кроме личных. За это власти страны подвергаются критике; организация «Репортёры без границ» внесла Вьетнам в список «врагов интернета». В стране процветает интернет-пиратство, включая очень популярный до закрытия сайт 123Кино.
Национальный домен верхнего уровня — .vn.